# نظام رعاية صحية

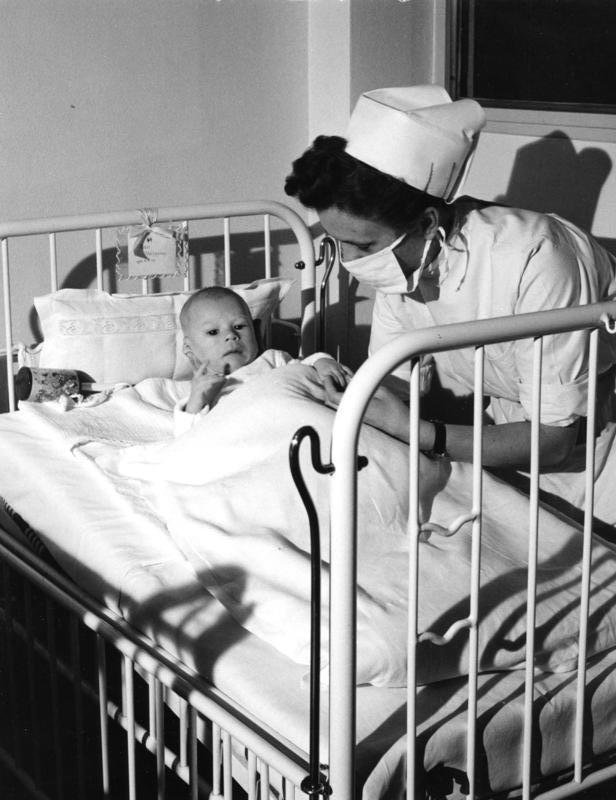

تم تصميم نظم الرعاية الصحية لتلبية احتياجات الرعاية الصحية للسكان المستهدفين. هناك طائفة واسعة من أنظمة الرعاية الصحية في جميع أنحاء العالم. في بعض البلدان، يتم توزيع تخطيط نظام الرعاية الصحية بين المشاركين، بينما لدى آخرين يجري التخطيط مركزياً من طرف الحكومات والنقابات والجمعيات الخيرية والدينية أو غيرها من الهيئات المنسقة لتقديم خدمات الرعاية الصحية التي تستهدف السكان الذين تخدمهم. مع ذلك، فإن خطط الرعاية الصحية في كثير من الأحيان هي تطورية وليست ثورية.

## الأهداف
وفقًا لمنظمة الصحة العالمية التي تمثل السلطة الإدارية والتنسيقية للصحة في الأمم المتحدة، أهداف النظم الصحية هي تحقيق الصحة الجيدة للمواطنين الذين تخدمهم والاستجابة لتوقعات السكان وتأمين وسائل عادلة لتمويل العمليات. يعتمد تحقيق هذه الأهداف على كيفية تنفيذ النظم الصحية لهذه الوظائف الأساسية الأربعة: تقديم خدمات الرعاية الصحية وتأمين الموارد والتمويل والإدارة. تتضمن الجوانب الأخرى لتقييم النظم الصحية الجودة والفعالية والقبول والمساواة. وحُددت هذه الجوانب في الولايات المتحدة: التكلفة والتغطية والثبات والتعقيد والتعامل مع المرض المزمن. استمرارية الرعاية الصحية هدف أساسي أيضًا.

## التعريفات
وُضعت تعريفات اختزالية كثيرة للنظم الصحية. طور بعض المؤلفين حججًا وسعت مفهوم النظم الصحية، مشيرين إلى أبعاد إضافية يجب أخذها بعين الاعتبار:
- يجب ألا تُعرَف النظم الصحية باستخدام مكوناتها فقط، بل أيضًا من خلال علاقاتها الداخلية؛
- يجب ألا تقتصر النظم الصحية على الجانب المؤسساتي أو الموارد فقط بل أن تشمل السكان أيضًا؛
- يجب أن توضع النظم الصحية في إطار أهدافها التي لا تتوقف على تحسين الصحة بل تشمل المساواة أيضًا والاستجابة للتوقعات المعقولة واحترام الكرامة والتمويل العادل وغيرها؛
- يجب أن تُعرّف النظم الصحية أيضًا من خلال وظائفها بما فيها التقديم المباشر للخدمات الطبية أو المتعلقة بالصحة العامة بالإضافة إلى «وظائف تجهيزية كالإدارة والتمويل وتوليد الموارد بالإضافة إلى ما قد يكون أكثر التحديات تعقيدًا وهو القوة العاملة الطبية». [7]

### تعريف منظمة الصحة العالمية
تعرف منظمة الصحة العالمية النظم الصحية وفق الآتي:
«يتكون النظام الصحي من كل المنظمات والأشخاص والأفعال التي تهدف بصورة أساسية إلى تعزيز الصحة أو استردادها أو الحفاظ عليها. ويتضمن ذلك الجهود التي تهدف إلى التأثير على محدِدات الصحة بالإضافة إلى النشاطات المباشرة الساعية إلى تحسين الصحة. لذلك فإن النظام الصحي أوسع من مجرد هرم للمرافق العامة التي تقدم الخدمات الصحية الشخصية. ويشمل مثلًا الأم التي ترعى طفلًا مريضًا في المنزل؛ ومقدمي الرعاية من القطاع الخاص؛ وبرامج تغيير السلوك؛ وحملات مكافحة النواقل؛ ومنظمات التأمين الصحي؛ وتشريعات الصحة والسلامة المهنية. ويشمل النظام الصحي إجراءات مشتركة بين القطاعات ينجزها العاملون في الصحة، كتشجيع وزارة التعليم على تعزيز تعليم الإناث، وهو محدِد معروف جيدًا لتحسين الصحة.

## الموارد المالية
توجد خمس طرق أولية لتمويل النظم الصحية:
- الضرائب العامة على مستوى الدولة أو المقاطعة أو البلدية
- التأمين الصحي الوطني
- التأمين الصحي الطوعي أو الخاص
- الدفعات المباشرة من الجيب
- التبرعات للجمعيات الخيرية

توظف معظم النظم في البلدان مزيجًا من النماذج الخمسة. وخلصت إحدى الدراسات استنادًا إلى بيانات من منظمة التعاون الاقتصادي والتنمية إلى أن جميع أنواع تمويل الرعاية الصحية «متوافقة مع» نظام صحي فعال. ولم تجد الدراسة علاقة بين التمويل ومراقبة التكاليف.
يُستخدم مصطلح التأمين الصحي بصورة عامة لوصف شكل من أشكال التأمين الذي يدفع النفقات الطبية. ويستخدم أحيانًا على نطاق أوسع ليشمل التأمين الذي يغطي العجز أو الرعاية طويلة الأمد أو الرعاية الوصائية. ويمكن توفير التأمين الصحي من خلال برامج التأمين الاجتماعي، أو شركات التأمين الخاصة. ويمكن تقديمه على أساس جماعي (فتقدم شركة مثلًا التأمين الصحي لموظفيها) أو شراؤه مباشرة من قبل الأفراد. وفي جميع الأشكال، تحمي الأقساط أو الضرائب المؤمن عليهم من نفقات الرعاية الصحية المرتفعة أو غير المتوقعة.
من خلال تقدير التكلفة الإجمالية لنفقات الرعاية الصحية، يمكن تشكيل هيكل تمويل روتيني (قسط شهري أو ضريبة سنوية)، لضمان توفر الأموال لدفع استحقاقات الرعاية الصحية المحددة في اتفاق التأمين. وتُدار هذه الهيكلية من قبل وكالة حكومية أو صندوق صحي غير ربحي أو شركة تجارية.
تتحكم الكثير من شركات التأمين الصحي التجارية بالتكاليف من خلال تقييد المزايا المقدمة، بوسائل مثل المُستقطعات، والمدفوعات المشتركة، والتأمين المشترك، وسياسات الاستثناء، وحدود التغطية الإجمالية. وتقيد بشدة تغطية الحالات الصحية الموجودة من قبل أو ترفض تغطيتها مطلقًا. الكثير من النظم الحكومية لديها ترتيبات للدفع المشترك، ولكن الاستثناءات الصريحة نادرة أو محدودة بسبب الضغوط السياسية. يمكن أن تتفاوض نظم التأمين على الرسوم مع مقدمي الخدمات.
تتحكم أشكال كثيرة من نظم التأمين الاجتماعي بتكاليفها بالتفاوض ضمن المجتمع المحلي الذي تخدمه بهدف التحكم بتكاليف تقديم الرعاية الصحية. وتحاول فعل ذلك من خلال التفاوض المباشر مع شركات الأدوية على أسعار الأدوية، أو التفاوض على الرسوم الموحدة في الطب، أو خفض تكاليف الرعاية الصحية غير الضرورية. وتتلقى النظم الاجتماعية أحيانًا مساهمات مرتبطة بالدخل ضمن نظام توفير الرعاية الصحية الشاملة، وقد يترافق الأخير باستخدام شركات تأمين تجارية وغير تجارية أو دونها. ويدفع المستخدمون الأكثر ثراء مبالغ أكبر متناسبة مع مدخولهم لتغطية احتياجات المستخدمين الأكثر فقرًا الذين يدفعون مبالغ قليلة. وتُوضع حدود قصوى لمدفوعات الأثرياء وحدود دنيا لمدفوعات المؤمن عليهم (غالبًا في شكل حد أدنى للاشتراك، بشكل مشابه للمُستقطعات في نماذج التأمين التجاري).
بالإضافة إلى الأساليب التقليدية لتمويل الرعاية الصحية، تستفيد بعض البلدان ذات الدخل المنخفض وشركاؤها في التنمية من آليات تمويل غير تقليدية أو مبتكرة لتحسين تقديم الرعاية الصحية واستدامتها، مثل المساهمات الصغيرة، والشراكات بين القطاعين العام والخاص، وضرائب المعاملات المالية المعتمدة على السوق. فمثلًا، حتى يونيو 2011، جمعت يونيتيد أكثر من مليار دولار من 29 بلدًا عضوًا، من بينها عدد من بلدان إفريقيا، من خلال فرض ضريبة تضامنية على تذاكر الطيران لتوسيع نطاق الحصول على الرعاية والعلاج من فيروس نقص المناعة البشرية/الإيدز والسل والملاريا في 94 بلدًا.

### أساليب الدفع
تقدر تكاليف أجور ممارسي الرعاية الصحية في معظم البلدان بما يتراوح بين 65% و80% من نفقات النظام الصحي المتجدد. توجد ثلاث طرق لدفع أجور الممارسين الطبيين: أجور مقابل الخدمة، والأجرة مقابل الفرد، والراتب. وظهر اهتمام متزايد بمزج هذه العناصر.

#### الأجور مقابل الخدمة
تدفع أجور الممارسين العامين وفق ترتيبات الأجور مقابل الخدمة على أساس الخدمات التي يقدمونها. يُستخدم هذا الأسلوب على نطاق أوسع لدفع أجور المتخصصين العاملين في الرعاية الإسعافية.
توجد طريقتان لتحديد مستويات الرسوم:
- الاتفاق مع الممارسين فرادى.
- المفاوضات المركزية (كما هي الحال في اليابان وألمانيا وكندا وفرنسا) أو النموذج الهجين (كما في أستراليا والقطاع 2 في فرنسا ونيوزيلندا) حيث يمكن للأطباء العامين فرض رسوم إضافية على المرضى فوق أجورهم الموحدة.

#### الأجرة مقابل الفرد
في أنظمة الأجرة مقابل الفرد، يأخذ الأطباء العامون أجورًا مقابل كل مريض على «قائمتهم»، مع تعديلات متعلقة بعوامل مثل العمر والجنس. وفقًا لمنظمة التعاون الاقتصادي والتنمية، «تستخدم هذه النظم في إيطاليا (مع بعض الرسوم)، وفي البلدان الأربعة في المملكة المتحدة (مع بعض الرسوم والتعويضات مقابل خدمات محددة)، والنمسا (مع رسوم مقابل خدمات محددة)، والدنمارك (ثلث الدخل مع رسوم متبقية مقابل الخدمة)، وأيرلندا (منذ عام 1989)، وهولندا (رسوم مقابل تقديم الخدمة للمرضى المؤمن عليهم في القطاع الخاص والموظفين في القطاع العام) والسويد (من عام 1994). زاد استخدام نظام الأجرة مقابل الفرد في بيئات «الرعاية المُدارة» في الولايات المتحدة.
وفقًا لمنظمة التعاون الاقتصادي والتنمية، «تسمح أنظمة الأجور مقابل الفرد للممولين بالتحكم في المستوى العام لنفقات الصحة الأولية، وتحدد مخصصات التمويل بين الأطباء العامين من خلال تسجيل المرضى. ومع ذلك، في إطار هذا النهج، يمكن أن يسجل الأطباء العامون الكثير من المرضى ويقصروا في خدمتهم، ويختاروا المخاطر الأقل ويحولوا المرضى الذين يمكن معالجتهم من قبل الطبيب العام إلى اختصاصيين. حرية اختيار المرضى لأطبائهم، إلى جانب مبدأ «المريض ثم المال» يخففان من بعض هذه المخاطر. وبمعزل عن الاختيار، تكون هذه المشاكل أقل وضوحًا مما هي عليه في إطار ترتيبات الدفع من نمط الرواتب».

#### الرواتب
في الكثير من بلدان منظمة التعاون الاقتصادي والتنمية، يعمل الأطباء العامون ضمن وظائف الحكومة مقابل رواتب. ووفقًا للمنظمة، «تسمح الرواتب للممولين بالتحكم في تكاليف الرعاية الأولية مباشرة؛ ومع ذلك، يمكن أن تؤدي إلى تقصير في تقديم الخدمات (لتخفيف أعباء العمل)، والإحالات المفرطة إلى مقدمي الرعاية الثانوية وإهمال تفضيلات المرضى». ظهرت حركة ابتعاد عن هذا النظام.

#### الرعاية على أساس القيمة
في السنوات الأخيرة، تحول مقدمو الخدمات من نماذج الأجور مقابل الخدمة إلى نظام مدفوعات الرعاية على أساس القيمة، وفيها يُدفع لمقدمي الرعاية مقابل القيمة التي يوفرونها للمرضى. في هذا النظام، تُعطى الحوافز لمقدمي الرعاية لسد الثغرات في الرعاية وتوفير رعاية أفضل للمرضى.